# 러시아-조지아 관계
러시아-조지아 관계(러시아어: российско-грузинские отношения, 조지아어: რუსეთ-საქართველოს ურთიერთობები)는 러시아와 조지아의 양자 관계를 의미한다.

## 역사

### 고대
고대 그리스 시기에 조지아는 그리스 문명의 영향을 받은 콜키스와 이베리아 왕국이 존재했다. 이 시기 러시아 지역은 스키티아와 스텝 너머의 미지의 지역이었다. 그리스가 지고 로마 제국이 등장하며 조지아 지역은 로마의 속령이 되었다. 당시 조지아의 일부 지역이 카파도키아 속령에 해당했다. 이 시기에도 러시아는 로마 제국의 영향력이 미치지 않는 곳에 속했다.

### 중세
11세기에 등장한 조지아 왕국은 동로마 제국과 완만한 관계를 유지하며 자리잡았다. 조지아는 캅카스산맥이라는 지리적 위치에 의해서 캅카스 산맥 너머 지역과 큰 교류가 없었다. 당시 캅카스 너머에는 카자흐인들이 살고 있었다. 15세기 몽골 제국과 티무르 제국의 연이은 공격에 조지아 왕국은 멸망하게 된다.

### 근대
조지아 왕국의 멸망 이후 이 지역은 오스만 제국과 팔라비 제국의 지배를 받았다. 18세기 초 러시아 제국의 카프카스 지역으로 남하와 함께, 지정학적 측면에서 러시아가 이 지역의 강국인 오스만 제국과 팔라비 제국과 경쟁을 하게 되면서 조지아 지역에 대한 관심이 증가하게 된다. 여러 차례 교섭 끝에 조지아는 러시아의 영토로 편입되었으며, 1801년부터 1918년까지 지배를 받았다. 러시아 혁명 발생 이후 조지아는 독립을 선언하며, 조지아 민주공화국 수립을 선포한다. 그러나 이는 곧 붉은 군대의 조지아 침입이라는 결과를 초래했으며, 이 과정에서 조지아는 일부 영토를 잃게 된다. 결국 조지아 민주공화국은 멸망하고, 그루지야 소비에트 사회주의 공화국이 세워지고 소련의 붕괴까지 존속하게 된다. 소련의 붕괴 이후 조지아는 그루지야라는 러시아식 국호를 사용했다.
그루지야 소비에트 사회주의 공화국 설립 과정에서, 기존 조지아 영토에서 남오세티야 자치주와 압하스 자치 소비에트 사회주의 공화국, 그리고 아자리야가 분리되었다. 이는 러시아‒조지아 전쟁과 조지아-오세티야 분쟁의 단초를 제공하게 된다. 이미 1918년에 발생한 조지아-오세티야 분쟁은 분쟁의 조짐을 보여준 사례다.

### 현대
20세기와 21세기에 이르려, 두 국가의 관계는 심화되었다. 특히  20세기에 있었던 조지아-오세티야 분쟁, 2008년에 발생한 러시아‒조지아 전쟁, 러시아가 지원하는 조지아 내 분리주의 운동은 양국의 관계에 큰 영향을 끼쳤다. 특히 조지아 내 친서방 정권의 등장과 함께, 북대서양 조약 기구와 유럽 연합 가입이라는 목표를 세우게 되면서 러시아의 반발을 일으켰다. 5일 전쟁으로 잘 알려져 있는 러시아-조지아 전쟁이 러시아의 승리로 끝나고, 조지아가 실효적으로 지배한 남오세티야와 압하지야가 사실상 분리독립을 하게 되면서 양국의 관계는 매우 악화되었다. 전쟁 이후 조지아는 기존 국명 그루지야에서 조지아라고 대외 국호를 변경하고, 대내 국호 또한 그루지야에서 사카르트벨로로 변경한다.
다른 구소련 국가들과는 달리, 조지아는 러시아가 주도하는 지역경제협의체, 지역협력체 및 지역기구에 참여하지 않고 있다.
러시아-우크라이나 전쟁은 러시아와 조지아의 관계에 있어서 커다란 영향을 끼쳤는데, 이는 조지아의 유럽 연합 가입과 조지아-북대서양 조약 기구 가입이라는 선택을 만들었다.

### 인적 교류
제정 러시아 시절의 장군인 표트르 바그라티온 장군은 조지아 태생이다. 소련 시절에도 적지 않은 조지아계 러시아인들이 러시아에 살고 있었다. 조지아계 러시아인 중 잘 알려진 인물들에 있어서 이오시프 스탈린 소련 서기장, 라브렌티 베리야 내무인민위원부장, 에두아르드 셰바르드나제 소련 외무상 등이 있다. 조지아 내에도 적지 않은 러시아계 조지아인이 거주하고 있다.